# Carl Ringe
Carl Ringe (* 27. Dezember 1807 in Thal; † 20. Dezember 1860 ebenda) war ein deutscher Politiker.
Ringe war der Sohn des Halbmeiers Johann Christian Ringe (1772–1854) und dessen Ehefrau Anna Maria Luise, geborene Hentzen (* 1773). Ringe blieb unverheiratet. Er war Großköthner in Thal. 
1850 bis 1853 war er Abgeordneter im Spezial-Landtag für das Fürstentum Pyrmont. 1859 bis 1860 war er Abgeordneter im Landtag des Fürstentums Waldeck-Pyrmont. Er wurde im Wahlkreis Pyrmont gewählt.